# Euphorbia aucheri
Euphorbia aucheri — вид рослин із родини молочайних (Euphorbiaceae), що зростає у Азії від Іраку до Пакистану.

## Опис
Це повзучо-висхідна гола багаторічна трава заввишки до 25 см, хоча частіше 4–12 см. Стрижневий корінь дерев'янистий або волокнисто-м'ясистий, завтовшки 5–12 мм. Стеблові листки чергові, майже сидячі, 3–10(20) × 1–2(8) мм, майже гострі, тупі або закруглені на верхівці. Квітки жовті. Плід яйцеподібний, дрібно трилопатевий, 3.5–4 × 3 мм, голий, сіро-зелений. Насіння стиснуто-яйцеподібне, 2.5 × 1.5 × 1 мм, неглибоко щербате, блідо-сіре.

## Поширення
Зростає у таких країнах: Афганістан, Іран, Ірак, Пакистан, Туркменістан. Населяє каміння на схилах гір